# Кардывач
Кардыва́ч — второе по величине озеро в Краснодарском крае. Площадь поверхности — 0,070 км². Площадь водосборного бассейна — 18,3 км².
Озеро расположено у подножия южного склона Главного Кавказского хребта на высоте 1838 метров над уровнем моря, в 44 километрах от посёлка Красная Поляна на территории Адлерского района города Сочи и Кавказского государственного природного биосферного заповедника.
Озеро расположено в горной котловине, окружённой горами: с запада вершиной Лоюб (2970 м), с севера и востока Кардывачским горным узлом (вершины Цындышха (3139,5 м), Кардывач главная (3140,5 м) и Кардывач узловая), с юго-востока хребтом Кутехеку.
Озеро образовано в результате движения древних ледников, которые, двигаясь с двух сторон, сформировали конечную морену, замкнувшую котловину, в которой расположено озеро. В прошлом озеро было значительно длиннее, но интенсивная работа потоков, несущих в него продукты разрушения гор, способствовала его обмелению и уменьшению в размерах.
С севера в Кардывач впадает Верхняя Мзымта, которая берёт своё начало из озера Верхний Кардывач с высоты 2472 метра.
В юго-западной части из озера берёт начало река Мзымта — самая длинная река Российской Федерации, впадающая в Чёрное море.
В озере нет рыбы, так как ниже по течению находится водопад Изумрудный, который горная форель, обитающая в реке, не в состоянии преодолеть.